# Stare Muzeum
Stare Muzeum (niem. Altes Museum; do roku 1845 Königliches Museum – Muzeum Królewskie) – muzeum, znajdujące się w Berlinie, na Wyspie Muzeów. Mieści się w klasycystycznym budynku, wybudowanym w latach 1825–1830 według projektu architekta Karla Friedricha Schinkla. 
Muzeum wybudowano z myślą o udostępnieniu zbiorów sztuki antycznej szerokiej publiczności, na polecenie pruskiego króla Fryderyka Wilhelma III. Na parterze umieszczono głównie zbiory rzeźb greckich, etruskich i rzymskich, na piętrze natomiast zbiory sztuki staroegipskiej (najbardziej znane są eksponaty pochodzące z Tell el-Amarna, stolicy faraona Echnatona). Tymczasowo, od 2005 do 2009 roku znajdowało się tu słynne popiersie Nefertiti.